# Chlorocoma
Chlorocoma is een geslacht van  vlinders uit de familie van de spanners (Geometridae), onderfamilie Geometrinae. De wetenschappelijke naam van het geslacht is voor het eerst geldig gepubliceerd in 1910 door Alfred Jefferis Turner. Het was een nieuwe naam ter vervanging van Chlorochroma, die Achille Guenée in 1857 had gebruikt. Die naam was echter reeds eerder gebruikt door Philogène-Auguste-Joseph Duponchel in 1844. Guenée veronderstelde dat de naam van Duponchel "vacant" was en hergebruikt kon worden.
Chlorocoma betekent "groengebladerd", vanwege de hoofdzakelijk groene kleur van de vleugels. Deze vlinders komen hoofdzakelijk voor in Australië en Tasmanië; enkele soorten zijn bekend uit zuidelijk Afrika.

## Soorten
- C. asemanta Meyrick, 1888
- C. assimilis Lucas, 1888
- C. cadmaria Guenée, 1857
- C. carenaria Guenée, 1857
- C. clopia Prout, 1922
- C. cyclosema Turner, 1941
- C. dichloraria (Guenée, 1857)
- C. didita (Walker, 1861)
- C. dilatata (Walker, 1861)
- C. eucela Prout, 1922
- C. externa Walker, 1816
- C. halochlora Meyrick, 1888
- C. ipomopsis Lower, 1892
- C. melocrossa Meyrick, 1888
- C. monocyma Meyrick, 1888
- C. neptunus Butler, 1886
- C. octoplagiata Holloway, 1979
- C. paraphylla Lower, 1902
- C. pediobates Turner, 1939
- C. rhodocrossa Turner, 1906
- C. rhodoloma Turner, 1910
- C. rhodothrix Turner, 1922
- C. stereota Meyrick, 1888
- C. tachypora Turner, 1910
- C. tetraspila Lower, 1901
- C. vertumnaria Guenée, 1857